# Кравље
Кравље је насељено место у градској општини Црвени Крст на подручју града Ниша у Нишавском округу. Налази се на југоисточном рубу Алексиначке котлине, на око 22 км северно од центра Ниша. Према попису из 2022. било је 233 становника (према попису из 1991. било је 531 становника).

## Историја
Антички и постантички налази указују на давну насељеност овог села. Држећи се долине Топоничке реке пролазио је овим крајем један попречан римски пут у правцу данашњег Голака. У потесу Гробља, на југозападној страни сеоског насеља, пронађени су предмети (остаци грађевине, мермерне степенице, керамичке цеви) непознате старости. Турски попис 1454/55. године, непосредно након пада ових крајева у турске руке, затекао га је под истим називом, као веће село у власничтву тројице спахија: Горње Кравље (део села) имало је 23 домаћинства и давало приход од 997 акчи; други део села, убележен само као Кравље, имао је 12 домаћинстава и дужило се дажбинама у износу од 828 акчи. Према турском попису нахије Ниш из 1516. године, место је било једно од 111 села нахије и носило је назив Кравје, а имало је 45 кућа, 8 удовичка домаћинства, 7 самачка домаћинства. У попису 1586. године Кравље се спомиње као дербенџијско село. У селу живи предање да су његови најранији житељи били „Латини“ (вероватно романовлашки сточари). Стариначки родови, чије се порекло не зна, јесу: Шековци (Симоновци), Чукаловци, и Валинци, док се за Перинце верује да су у нека давна времена њихови преци (два брата: Пеја и Цаја) дошли са Косова. Мирковци су се доселили из Давидовца (Сврљиг), Стојковићи из Раденковца (Соко Бања) и Љубичини из Хума (Ниш), остали родови припадају млађој засељености.
Од 1833. до децембра 1877. године Кравље се налазило на самој граници унутар турске територије. Атаром села са источне стране пролазила је граница (плот) са српском и двема турским караулама. У бојевима, пред ослобођење, Кравље је било спаљено, а мештани су пре тога били избегли делом у Мађаре (Ражањ), делом у Језеро (Сокобања), док су се после ослобођења (1878) вратили у своје село.
Крајем 19. века (1895. године) имало је 69 домаћинстава и 696 становника, а године 1930. у њему су живела 123 домаћинства и 924 становника.
После ослобођења од Турака, Кравље се развијало као ратарско-сточарско, виноградарско-воћарско и горосешко село. Свој пољопривредни карактер, најпре на преовлађујућим натуралним, а касније и на тржишним основама, задржало је и после Другог светског рата, а од шездесетих година 20. века је село запљуснуо јачи талас емиграције радно способног становништва (Ниш, Алексинац, Београд, моравска села) с последицом застаревања села (старачка домаћинства). Кравље је дало велике жртве у ратовима: у Првом светском рату 78 жртава, а у НОР-у 68. Било је значајан партизанско средиште у Другом светском рату. Село је (у Перинској воденици), поред осталог, прихватило логораше са Црвеног крста фебруара 1942. године, одакле су упућени даље.
На граници према велепољском атару, у клисури Топоничке реке, на топоничком раседу, налази се Крављанска бања (Топило), а на излазу из клисуре, поред цркве Светог Николе, у воденици у кориту реке, на бочном раседу, налази се још један термални извор. Термални извори користили су се у прошлости за топљење конопље, отуда назив Топило, али користили су се и као култни и лековити извори за лечење околног становништва. У пећинама око Топила крајем прве половине 19. века склонио се од „чуме“ (куге) пазарански род из Веле Поља, па се по њима овдашњи локални вис зове Пазарански камен. Почетак новијег коришћења Бање датира из 1954. године. Употреба воде и смештај болесника одвијали су се спонтано; у току сезоне (јули - октобар) израстало је повеће насеље с око стотину колиба од прућа и шатора („черге“). Осим из околине посетиоци су долазили, и долазе, и из удаљенијих крајева: Топлице, Заплања, Ниша. Од 1968/70. године почела је изградња викендица и стабилнијих објеката за издавање, каквих је осамдесетих година 20. века већ било око 90.
Према пописним подацима у Крављу је 1971. године живело 131 пољопривредно, 43 мешовита и 4 непољопривредна домаћинства.

## Саобраћај
До Кравља се може доћи приградском линијом 32 ПАС Ниш - Горња Топоница - Берчинац - Миљковац - Веле Поље - Палиграце- Кравље.

## Демографија
У насељу Кравље живи 300 пунолетних становника, а просечна старост становништва износи 55,6 година (56,7 код мушкараца и 55,0 код жена). У насељу има 110 домаћинстава, а просечан број чланова по домаћинству је 2,12.
Ово насеље је великим делом насељено Србима (према попису из 2002. године), а у последња три пописа, примећен је пад у броју становника.
|  |

| Демографија | Демографија | Демографија |
| Година      | Становника  | Становника  |
| ----------- | ----------- | ----------- |
| 1948.       | 1.034       |             |
| 1953.       | 1.083       |             |
| 1961.       | 1.024       |             |
| 1971.       | 856         |             |
| 1981.       | 622         |             |
| 1991.       | 531         | 530         |
| 2002.       | 430         | 430         |
| 2011.       | 327         |             |
| 2022.       | 233         |             |

| Етнички састав према попису из 2002.‍ | Етнички састав према попису из 2002.‍ | Етнички састав према попису из 2002.‍ | Етнички састав према попису из 2002.‍ | Етнички састав према попису из 2002.‍ |
| ------------------------------------ | ------------------------------------ | ------------------------------------ | ------------------------------------ | ------------------------------------ |
|                                      |                                      |                                      |                                      |                                      |
| Срби                                 | Срби                                 |                                      | 424                                  | 98,60%                               |
| Роми                                 | Роми                                 |                                      | 1                                    | 0,23%                                |
| Бугари                               | Бугари                               |                                      | 1                                    | 0,23%                                |
| непознато                            | непознато                            |                                      | 3                                    | 0,69%                                |

| Година пописа     | 1948. | 1953. | 1961. | 1971. | 1981. | 1991. | 2002. |
| ----------------- | ----- | ----- | ----- | ----- | ----- | ----- | ----- |
| Број домаћинстава | 172   | 175   | 175   | 178   | 175   | 166   | 170   |

| Број чланова      | 1  | 2  | 3  | 4  | 5 | 6 | 7 | 8 | 9 | 10 и више | Просек |
| ----------------- | -- | -- | -- | -- | - | - | - | - | - | --------- | ------ |
| Број домаћинстава | 34 | 79 | 29 | 11 | 6 | 7 | 0 | 2 | 1 | 1         | 2,53   |

| Пол    | Укупно | Неожењен/Неудата | Ожењен/Удата | Удовац/Удовица | Разведен/Разведена | Непознато |
| ------ | ------ | ---------------- | ------------ | -------------- | ------------------ | --------- |
| Мушки  | 197    | 22               | 146          | 21             | 6                  | 2         |
| Женски | 203    | 8                | 145          | 48             | 2                  | 0         |
| УКУПНО | 400    | 30               | 291          | 69             | 8                  | 2         |

| Пол    | Укупно                    | Пољопривреда, лов и шумарство | Рибарство                            | Вађење руде и камена | Прерађивачка индустрија       |
| ------ | ------------------------- | ----------------------------- | ------------------------------------ | -------------------- | ----------------------------- |
| Мушки  | 162                       | 121                           | 0                                    | 0                    | 23                            |
| Женски | 112                       | 104                           | 0                                    | 0                    | 1                             |
| УКУПНО | 274                       | 225                           | 0                                    | 0                    | 24                            |
| Пол    | Производња и снабдевање   | Грађевинарство                | Трговина                             | Хотели и ресторани   | Саобраћај, складиштење и везе |
| Мушки  | 0                         | 5                             | 2                                    | 0                    | 3                             |
| Женски | 0                         | 0                             | 3                                    | 0                    | 0                             |
| УКУПНО | 0                         | 5                             | 5                                    | 0                    | 3                             |
| Пол    | Финансијско посредовање   | Некретнине                    | Државна управа и одбрана             | Образовање           | Здравствени и социјални рад   |
| Мушки  | 0                         | 1                             | 0                                    | 0                    | 1                             |
| Женски | 0                         | 0                             | 0                                    | 1                    | 1                             |
| УКУПНО | 0                         | 1                             | 0                                    | 1                    | 2                             |
| Пол    | Остале услужне активности | Приватна домаћинства          | Екстериторијалне организације и тела | Непознато            | Непознато                     |
| Мушки  | 5                         | 0                             | 0                                    | 1                    | 1                             |
| Женски | 1                         | 0                             | 0                                    | 1                    | 1                             |
| УКУПНО | 6                         | 0                             | 0                                    | 2                    | 2                             |